# IONIS school of technology and management
IONIS school of technology and management és una escola superior privada, creada el 2009, ensenyant negocis i tecnologia. La seva missió és formar executius de comerç internacional amb cultura tècnica.

## Història
L'any 2002, EPITA va crear una especialització d'un any anomenada "EPITA Masters". Després de 7 anys, el grup IONIS va decidir crear una escola de dret per desenvolupar especialitats en sectors diferents de la informàtica. Així va néixer l'escola el 2009. Els cursos s'imparteixen en col·laboració amb altres col·legis: EPITA per a la informàtica, ISG per a la gestió, ESME per a l'energia i Sup'Biotech per a biotecnologia.
A finals de 2017, l'escola ofereix 18 MBA especialitzats i 4 Executive MBA.